# Panagiotis Kabbadias
Panagiotis Kabbadias (grekiska Παναγιώτης Καββαδίας), född den 1 maj 1852 på Kefallenia, död den 21 juli 1928 i Aten, var en grekisk arkeolog.
Kabbadias var grekisk generalefor och professor i arkeologi vid universitetet i Aten. Han utvecklade energisk och framgångsrik verksamhet som högste ledare för den inhemska arkeologiska forskningen i Grekland och för bevarandet av de gjorda fynden. Hans främsta verk är den 1881 påbörjade utgrävningen av Asklepioshelgedomen i Epidauros. Kabbadias ledde därjämte utgrävningarna på Atens Akropolis, i det arkadiska Lykosura med flera orter. Han grundlade och organiserade Nationalmuseet och Akropolismuseet i Aten, liksom museer i den grekiska landsorten.